# Abuli
Abuli (gruz. აბული) – wieś w Gruzji, w regionie Samcche-Dżawachetia, w gminie Achalkalaki. W 2014 roku liczyła 535 mieszkańców.